# Sestav dvanajstih pentagramskih križnih antiprizem z vrtilno svobodo
Sestav dvanajstih križnih antiprizem z vrtilno svobodo je v geometriji simetrična razporeditev dvanajstih pentagramskih križnih antiprizem. Lahko jo naredimo tudi z včrtanjem para pentagramskih križnih antiprizem v veliki ikozaeder. To lahko naredimo na šest načinov in z vrteenjem nasprotnega kota za θ.
Kadar je kot θ enak 36º in so antiprizme na istem mestu v parih, kar pomeni, da imamo njihove nagrajene kopije je to sestav šestih pentagramskih križnih antiprizem. 
To telo ima enaka oglišča kot sestav dvanajstih petstranih antiprizem z vrtilno svobodo. 
Sklic v preglednici na desni pomeni sklicevanje na seznam sestavov uniformnih poliedrov.

## Vir
- Skilling, John (1976), »Uniform Compounds of Uniform Polyhedra«, Mathematical Proceedings of the Cambridge Philosophical Society, 79: 447–457, doi:10.1017/S0305004100052440, MR 0397554.